# Linn (Texas)
Linn è un census-designated place degli Stati Uniti d'America situato nella contea di Hidalgo dello Stato del Texas.
La popolazione era di 801 persone al censimento del 2010.

## Geografia fisica
Linn è a 26°33′52″N 98°07′45″W (26.564558, -98.129217), lungo la US Route 281, la strada statale 186 e la FM 1017.
Secondo lo United States Census Bureau, ha un'area totale di 48,7 miglia quadrate (126 km²), di cui 48,6 miglia quadrate (126 km²) di terreno e 0,1 miglia quadrate (0,26 km², 0.16%) d'acqua.